# エイドリアン・ゴンザレス
エイドリアン・サビン・ゴンザレス（Adrian Sabin Gonzalez, 1982年5月8日 - ）は、アメリカ合衆国カリフォルニア州サンディエゴ出身の元プロ野球選手（一塁手）。左投左打。
愛称は高校時代にはイーストレイク・タイタンと呼称され、サンディエゴ・パドレス時代にパドレスのスペイン語解説者がスペイン風にアレンジしたエル・ティタン。
両親はともにメキシコ人であり、ゴンザレス自身はアメリカ合衆国とメキシコの二重国籍保持者である。兄はエドガー・ゴンザレスで、2008年からの2年間はパドレスでともにプレーした。

## 経歴

### プロ入り前
アメリカ合衆国カリフォルニア州サンディエゴで1982年、メキシコ人の両親の間に生まれる。父はエアコン会社を経営する実業家で、若い時にはメキシコのナショナルチームで一塁手として活躍した人物でもあった。父の仕事の関係で、2歳のときに一家で国境を越えてメキシコ合衆国バハ・カリフォルニア州ティフアナに移住。4 - 5歳になったころ、父や2人の兄の影響から野球を始める。10年ほどのメキシコ暮らしの後に一家はサンディエゴに戻り、ゴンザレスはイーストレイク高等学校に進学する。
2000年初め、ベースボール・アメリカ誌の高校生有望株ランキングでゴンザレスは100人中26位にランクインされ、その後打率.645・13本塁打・34打点を記録したことで注目されるようになる。

### プロ入りとマーリンズ傘下時代
2000年のMLBドラフトで1巡目全体1位でフロリダ・マーリンズから指名を受けた。過去に高校生野手で全体1位指名を受けた選手には、ケン・グリフィー・ジュニアやチッパー・ジョーンズ、アレックス・ロドリゲスなど後のMVP受賞経験者が並んでおり、当時からゴンザレスがどれほどの高評価を得ていたかがわかる。ゴンザレスは「マネーの心配は一切しなかった。1巡目の、それもトップで指名されたのだから、それだけで十分だった」とマーリンズから提示された条件は度外視し、指名から1日後の6月6日に契約金300万ドルで入団を決めた。同年からマーリンズ傘下のマイナーリーグで試合に出場。
2001年にはA級ケーンカウンティ・クーガーズで17本塁打・103打点を記録し、ミッドウエストリーグMVPに選出された。
2002年もAA級ポートランドで17本塁打・96打点を記録。しかしシーズン終了後の12月に手首の手術を受けたため評価を下げることとなる。また、当時マーリンズの一塁にはデレク・リーがいた。

### レンジャーズ時代
2003年7月11日、テキサス・レンジャーズにトレードで移籍した。
2004年のシーズン開幕前に発表されたベースボール・アメリカ誌の有望株ランキングで、ゴンザレスはレンジャーズ傘下での最高評価を受け、その期待に応えるように2004年4月18日にメジャーデビュー。しかしレンジャーズの一塁にはマーク・テシェイラがいたため、ゴンザレスの出場機会は限られていた。

### パドレス時代
2006年1月6日にゴンザレスはクリス・ヤング、ターメル・スレッジとともにトレードでサンディエゴ・パドレスに移籍。パドレスが放出したのが、ビリー・キリアン、アダム・イートン、大塚晶則といった3選手を放出したのに対し、レンジャーズの出した交換相手は若手主体だった。開幕前の3月に開催された第1回ワールド・ベースボール・クラシック(WBC)のメキシコ代表に選出された。同大会では全6試合中5試合に出場した。シーズンでは、控えの一塁手だった。しかし、レギュラーで起用される予定だったライアン・クレスコが左肩の故障で離脱したため、開幕から主軸として起用されることになった。4月3日の開幕戦には5番・一塁で先発出場。その後も出場を続け、月間打率は4月が.256、5月が.244と低迷したが、6月6日から6月26日にかけて17試合連続安打を記録し復調。打者に極めて不利とされるペトコ・パークを本拠地球場にしているにもかかわらず、最終的にはシーズン通算で打率.304・24本塁打・82打点の成績を記録し、チーム二冠王（打率・本塁打）に輝いた。

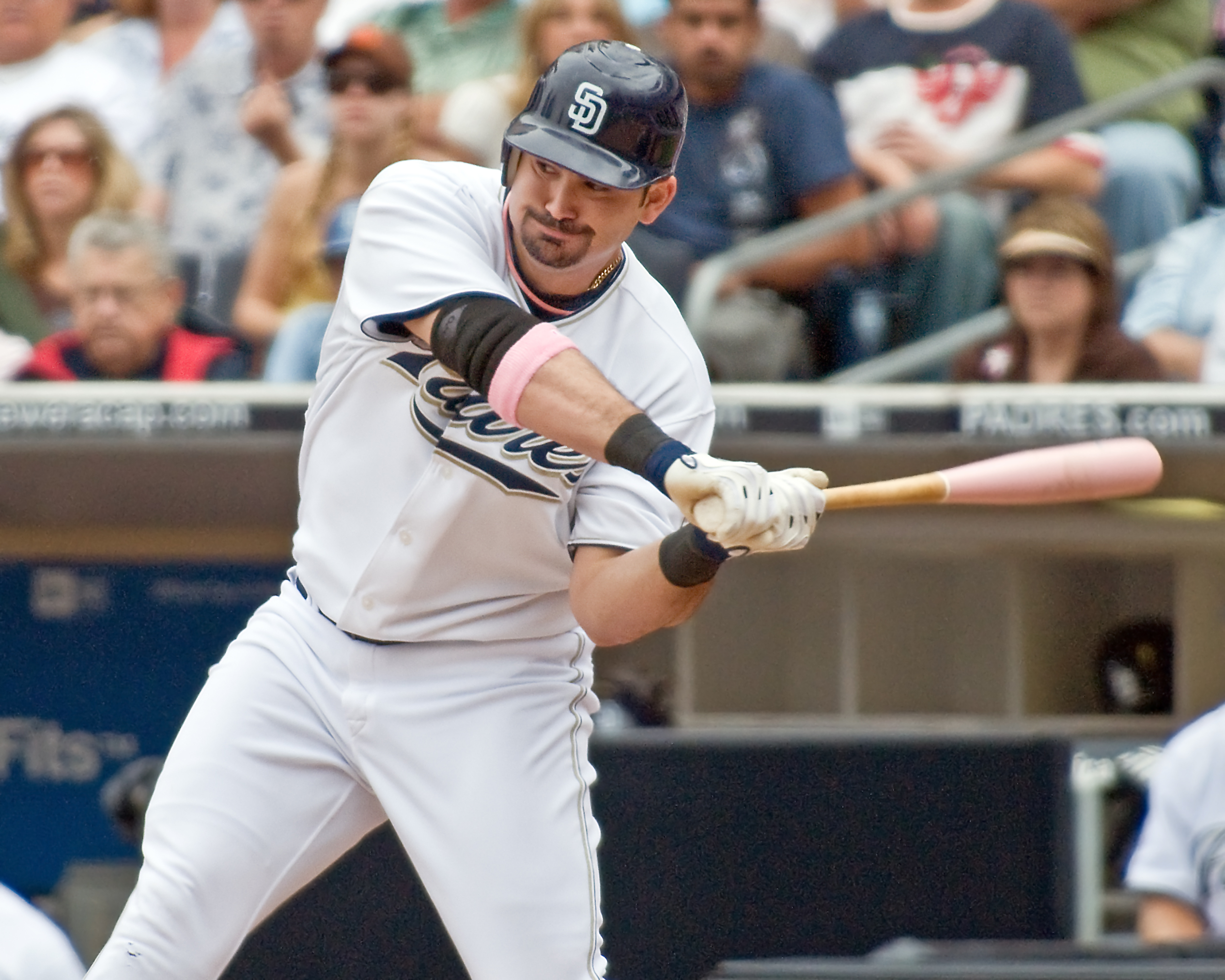
サンディエゴ・パドレスでの現役時代
(2008年5月11日)

この活躍を受けてパドレスは、2007年開幕直前の4月1日にゴンザレスとの契約を2010年まで4年総額950万ドル（2011年のオプションを含めると総額1,500万ドル）で延長している。開幕からクリーンアップで起用されたゴンザレスは、シーズン全162試合が終了した時点で打率.279・29本塁打・96打点という成績を残した。本来ならこの時点でレギュラーシーズン終了だが、この年はポストシーズン進出を争っていたパドレスとコロラド・ロッキーズが同率で並んでいたためにワンゲーム・プレーオフが開催されることに。チームは8-9で敗れてポストシーズン進出を逃したものの、成績がレギュラーシーズンに含まれるこの試合でゴンザレスは満塁本塁打を含む3安打を放ち、滑り込みで成績を30本塁打・100打点の大台に乗せた。30本塁打到達は、ペトコ・パーク移転後のパドレスでは史上初だった。
2008年は全162試合に出場し、打率.279・36本塁打・119打点・OPS.871と成績を伸ばした。7月にはオールスター初選出・初出場を果たし、シーズン終了後にはゴールドグラブ賞も初受賞。エースのジェイク・ピービーの故障離脱、、正遊撃手のカリル・グリーンの不振、さらにチームも地区最下位に沈んだ中で活躍した。
2009年開幕前の3月に開催された第2回WBCのメキシコ代表に選出され、2大会連続2度目の選出を果たした。シーズンでは、160試合に出場し、打率.277、40本塁打、99打点、OPS.958を記録。昨年同様チームは低迷したが、成績はキャリアハイを記録し、2年連続のオールスター出場。リーグトップの119四球を記録した。オフにゴールドグラブを獲得した。
2010年も30本塁打、100打点をクリアするなど、貧打に苦しむチームの中で孤軍奮闘の活躍を見せた。パドレスはシーズン最終戦でジャイアンツに敗れてプレーオフ進出を逃した。

### レッドソックス時代

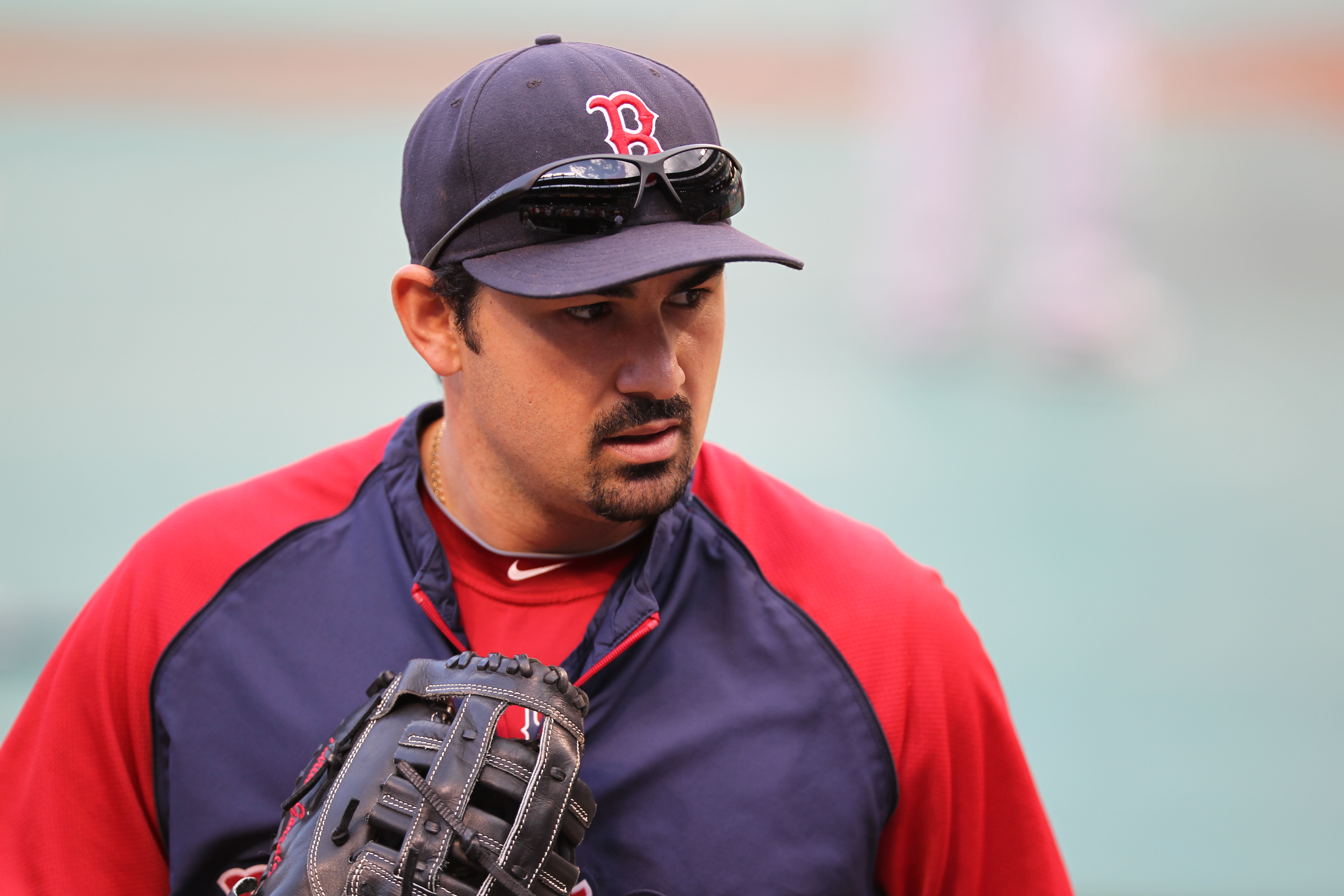
ボストン・レッドソックスでの現役時代
(2011年4月28日)

2010年12月6日にケイシー・ケリーらマイナー有望株3名と後日発表選手1名の合計4選手とのトレードでボストン・レッドソックスに移籍し、7年契約、年俸総額1億5400万ドルで合意した。
2011年は極端な打者不利とされているペトコ・パークから、打者有利と言われるフェンウェイ・パークに本拠地が移ったこともあり、打率.338、27本塁打、117打点の成績を残し、打率は自己最高だった。年間を通して打線の核として働いたが、チームは9月以降大失速しプレーオフ進出も逃す結果になった。
2012年はオールスター終了時点で5本塁打、37打点と物足りない数字であったが、オールスター以降は好調を維持していた。しかしチームは前年以上に低迷し、ゴンザレス自身もこの年から監督に就任したボビー・バレンタインとの確執が噂されていた。

### ドジャース時代

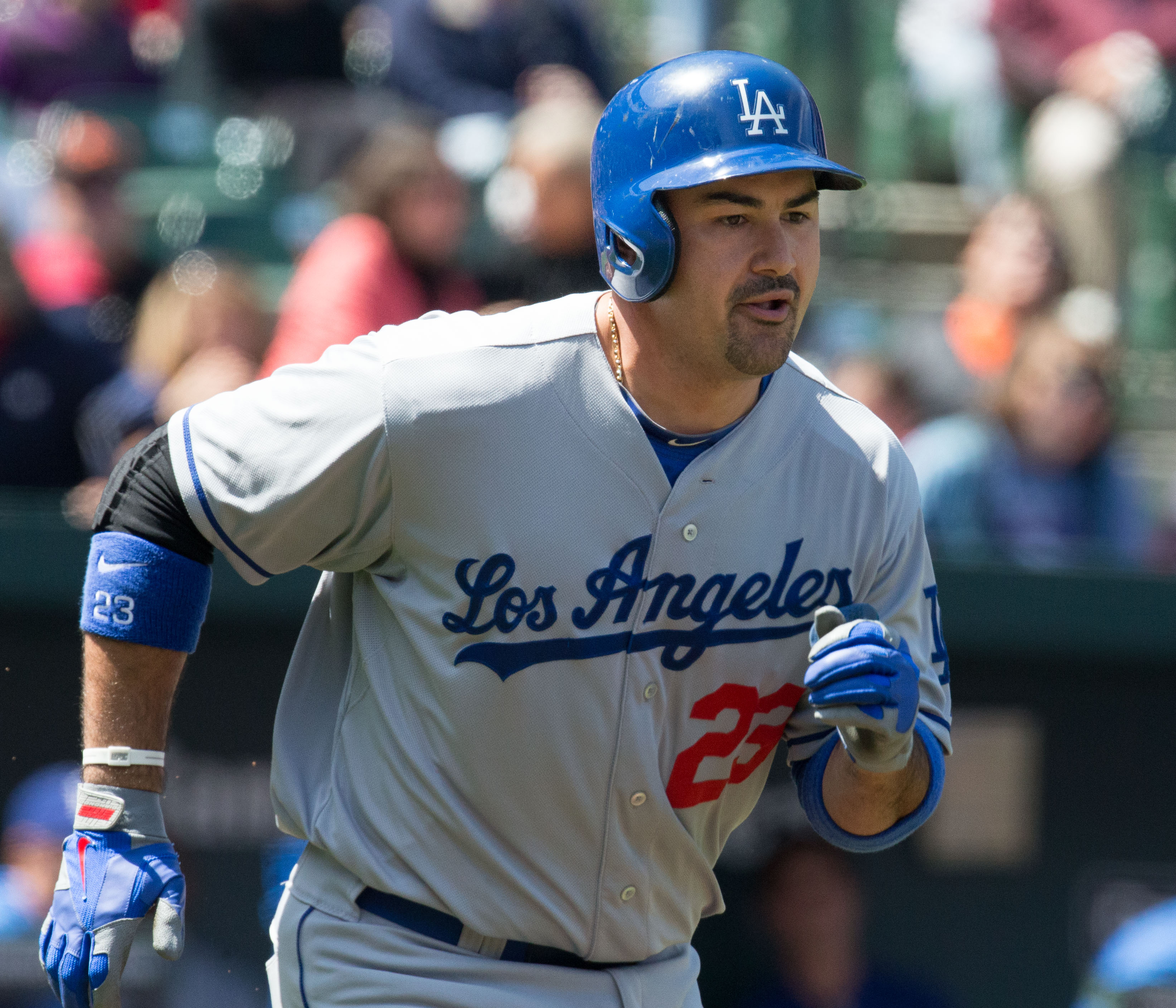
ロサンゼルス・ドジャースでの現役時代
(2013年4月21日)

2012年8月25日、ジョシュ・ベケット、カール・クロフォード、ニック・プントと金銭と共に、ジェームズ・ローニー、イバン・デヘスース、アレン・ウェブスターとのトレードでロサンゼルス・ドジャースへ移籍した。ドジャースからはさらに後日発表予定の2人の選手が移籍した。
2013年開幕前の3月に開催された第3回WBCのメキシコ代表に選出され、3大会連続3度目の選出を果たした。シーズンでは、157試合に出場し打率.293・22本塁打・100打点という成績を記録。4年連続で100打点以上（6度目の100打点以上）をマークし、本塁打は2年ぶりに20本を超えた。
2014年は2年ぶりとなる159試合に出場し、打率.276・27本塁打・116打点という打撃成績をマーク。シーズン終盤にマイアミ・マーリンズのジャンカルロ・スタントンが死球で故障離脱した事により、逆転して自身初の個人タイトルとなる打点王に輝いた。打率はレギュラー定着後で最低の数値だった。ナショナルリーグでは、初めてシルバースラッガー賞を一塁手部門で受賞した。
2015年は開幕3試合で5本塁打を記録と最高のスタートを切った。最終的には156試合に出場して打率.275・28本塁打・90打点の成績をマークした。打点は2009年以来6年ぶりに100打点を下回ったが、安定した成績でチームに貢献した。
2016年3月11日に第4回WBC予選のメキシコ代表に選出され、4大会連続4度目の選出となった。同大会ではメキシコ代表は本戦出場を決めている。シーズンでは昨年と同じ156試合に出場し、昨年と同じ90打点を記録した。一方で4年ぶりに20本塁打を割るなど例年より低調な成績だった。オフの11月1日に「侍ジャパン 野球オランダ代表 野球メキシコ代表 強化試合」のメキシコ代表に選出されたが、出場選手登録はなく、帯同のみの参加となる。12月5日に第4回WBC本戦のメキシコ代表に選出された。
2017年2月の自主トレ期間中に肘を負傷し、WBCへの出場も危ぶまれたが出場した。しかし、大会通算で打率.083と結果を残せず、メキシコの一次ラウンド敗退の要因の一つとなった。シーズンに入ってからも低調で、4月は打率.259、本塁打0に終わった。シーズン前に負傷した肘の状態が芳しくなく、5月5日に自身初めてとなる故障者リスト入りとなった。8月18日に復帰した。8月22日のパイレーツ戦で通算2000本安打を達成した。故障から復帰した後も本来の打棒は影を潜め、トータルでは71試合の出場でレギュラー定着後初めて規定打席に到達せず、打率.242、3本塁打、30打点は、いずれもレギュラー定着後ワーストの成績だった。

### メッツ時代
2017年12月16日にブランドン・マッカーシー、スコット・カズミアー、チャーリー・カルバーソンと共に、マット・ケンプとのトレードでアトランタ・ブレーブスへ移籍し、同日中にDFAとなった。12月18日に自由契約となった。
2018年1月18日にニューヨーク・メッツと1年契約を結んだ。ドジャース時代の契約で2018年の年俸は2240万ドルとなっているが、メッツの負担はメジャー最低年俸の54万5000ドルのみとなり、残りはドジャースとブレーブスが支払うことになる。シーズンでは開幕からレギュラーとして出場していたが、6月11日にFAとなった。以後は正式な引退発表こそしていないものの、いずれのプロチームにも所属していない。

### 現役復帰
2021年3月30日、東京オリンピックにメキシコ代表として出場することを目指し、リーガ・メヒカーナ・デ・ベイスボルの新球団であるグアダラハラ・マリアッチスと契約を結び、約3年ぶりに現役復帰した。

## 選手としての特徴
左の中距離打者で、外角球にも逆らわず速く鋭い打球が飛ばせる広角打法が持ち味である。
当初は選球眼が良くなくボール球に手を出すことも多いので三振も多かったが2009年は改善し、初めて四球が三振を上回り、出塁率も4割を超えた。
一塁の守備には高い評価を与えられている。守備範囲も広く、パドレスではウォーリー・ジョイナー以来の名手である。

## 詳細情報

### 年度別打撃成績
| 年 度     | 球 団     | 試 合 | 打 席 | 打 数 | 得 点 | 安 打 | 二 塁 打 | 三 塁 打 | 本 塁 打 | 塁 打 | 打 点 | 盗 塁 | 盗 塁 死 | 犠 打 | 犠 飛 | 四 球 | 敬 遠 | 死 球 | 三 振 | 併 殺 打 | 打 率 | 出 塁 率 | 長 打 率 | O P S |
| --------- | --------- | ----- | ----- | ----- | ----- | ----- | -------- | -------- | -------- | ----- | ----- | ----- | -------- | ----- | ----- | ----- | ----- | ----- | ----- | -------- | ----- | -------- | -------- | ----- |
| 2004      | TEX       | 16    | 44    | 42    | 7     | 10    | 3        | 0        | 1        | 16    | 7     | 0     | 0        | 0     | 0     | 2     | 0     | 0     | 6     | 0        | .238  | .273     | .381     | .654  |
| 2005      | TEX       | 43    | 162   | 150   | 17    | 34    | 7        | 1        | 6        | 61    | 17    | 0     | 0        | 0     | 2     | 10    | 2     | 0     | 37    | 3        | .227  | .272     | .407     | .678  |
| 2006      | SD        | 156   | 631   | 570   | 83    | 173   | 38       | 1        | 24       | 285   | 82    | 0     | 1        | 1     | 5     | 52    | 9     | 3     | 113   | 24       | .304  | .362     | .500     | .862  |
| 2007      | SD        | 161   | 720   | 646   | 101   | 182   | 46       | 3        | 30       | 324   | 100   | 0     | 0        | 0     | 6     | 65    | 9     | 3     | 140   | 6        | .282  | .347     | .502     | .849  |
| 2008      | SD        | 162   | 700   | 616   | 103   | 172   | 32       | 1        | 36       | 314   | 119   | 0     | 0        | 0     | 3     | 74    | 18    | 7     | 142   | 24       | .279  | .361     | .510     | .871  |
| 2009      | SD        | 160   | 681   | 552   | 90    | 153   | 27       | 2        | 40       | 304   | 99    | 1     | 1        | 1     | 4     | 119   | 22    | 5     | 109   | 23       | .277  | .407     | .551     | .958  |
| 2010      | SD        | 160   | 693   | 591   | 87    | 176   | 33       | 0        | 31       | 302   | 101   | 0     | 0        | 2     | 4     | 93    | 35    | 2     | 114   | 15       | .298  | .393     | .511     | .904  |
| 2011      | BOS       | 159   | 715   | 630   | 108   | 213   | 45       | 3        | 27       | 345   | 117   | 1     | 0        | 0     | 5     | 74    | 20    | 6     | 119   | 28       | .338  | .410     | .548     | .957  |
| 2012      | BOS       | 123   | 527   | 484   | 63    | 145   | 37       | 0        | 15       | 227   | 86    | 0     | 0        | 0     | 7     | 31    | 4     | 5     | 81    | 9        | .300  | .343     | .469     | .812  |
| 2012      | LAD       | 36    | 157   | 145   | 12    | 43    | 10       | 1        | 3        | 64    | 22    | 2     | 0        | 0     | 1     | 11    | 1     | 0     | 29    | 1        | .297  | .344     | .441     | .785  |
| '12計     | LAD       | 159   | 684   | 629   | 75    | 188   | 47       | 1        | 18       | 291   | 108   | 2     | 0        | 0     | 8     | 42    | 5     | 5     | 110   | 10       | .299  | .344     | .463     | .806  |
| 2013      | LAD       | 157   | 641   | 583   | 69    | 171   | 32       | 0        | 22       | 269   | 100   | 1     | 0        | 0     | 10    | 47    | 6     | 1     | 98    | 12       | .293  | .342     | .461     | .803  |
| 2014      | LAD       | 159   | 660   | 591   | 83    | 163   | 41       | 0        | 27       | 285   | 116   | 1     | 1        | 0     | 11    | 56    | 9     | 2     | 112   | 13       | .276  | .335     | .482     | .817  |
| 2015      | LAD       | 156   | 643   | 571   | 76    | 157   | 33       | 0        | 28       | 274   | 90    | 0     | 1        | 0     | 3     | 62    | 10    | 6     | 107   | 21       | .275  | .350     | .480     | .830  |
| 2016      | LAD       | 156   | 633   | 568   | 69    | 162   | 31       | 0        | 18       | 247   | 90    | 0     | 2        | 0     | 6     | 55    | 9     | 4     | 117   | 16       | .285  | .349     | .435     | .784  |
| 2017      | LAD       | 71    | 252   | 231   | 14    | 56    | 17       | 0        | 3        | 82    | 30    | 0     | 1        | 0     | 4     | 16    | 1     | 0     | 43    | 7        | .242  | .287     | .355     | .642  |
| 2018      | NYM       | 54    | 187   | 169   | 15    | 40    | 5        | 0        | 6        | 63    | 26    | 0     | 0        | 0     | 2     | 15    | 3     | 1     | 34    | 5        | .237  | .299     | .373     | .672  |
| MLB：15年 | MLB：15年 | 1929  | 8046  | 7139  | 997   | 2050  | 437      | 12       | 317      | 3462  | 1202  | 6     | 7        | 4     | 73    | 782   | 158   | 45    | 1401  | 207      | .287  | .358     | .485     | .843  |

- 各年度の太字はリーグ最高

### 年度別守備成績
| 年 度 | 球 団 | 一塁（1B） | 一塁（1B） | 一塁（1B） | 一塁（1B） | 一塁（1B） | 一塁（1B） | 右翼（RF） | 右翼（RF） | 右翼（RF） | 右翼（RF） | 右翼（RF） | 右翼（RF） |
| 年 度 | 球 団 | 試 合      | 刺 殺      | 補 殺      | 失 策      | 併 殺      | 守 備 率   | 試 合      | 刺 殺      | 補 殺      | 失 策      | 併 殺      | 守 備 率   |
| ----- | ----- | ---------- | ---------- | ---------- | ---------- | ---------- | ---------- | ---------- | ---------- | ---------- | ---------- | ---------- | ---------- |
| 2004  | TEX   | 11         | 94         | 6          | 1          | 13         | .990       | -          | -          | -          | -          | -          | -          |
| 2005  | TEX   | 10         | 85         | 6          | 2          | 7          | .978       | 1          | 3          | 0          | 1          | 0          | .750       |
| 2006  | SD    | 155        | 1242       | 116        | 7          | 117        | .995       | -          | -          | -          | -          | -          | -          |
| 2007  | SD    | 161        | 1470       | 140        | 10         | 134        | .994       | -          | -          | -          | -          | -          | -          |
| 2008  | SD    | 161        | 1306       | 130        | 6          | 129        | .996       | -          | -          | -          | -          | -          | -          |
| 2009  | SD    | 156        | 1224       | 136        | 7          | 116        | .995       | -          | -          | -          | -          | -          | -          |
| 2010  | SD    | 159        | 1324       | 127        | 8          | 0          | .          | -          | -          | -          | -          | -          | -          |
| 2011  | BOS   | 156        | 1222       | 125        | 4          | 106        | .997       | 2          | 0          | 0          | 0          | 0          | .---       |
| 2012  | BOS   | 115        | 949        | 104        | 2          | 100        | .998       | 18         | 18         | 1          | 2          | 1          | .905       |
| 2012  | LAD   | 36         | 315        | 33         | 1          | 34         | .997       | -          | -          | -          | -          | -          | -          |
| '12計 | LAD   | 151        | 1264       | 137        | 3          | 134        | .998       | 18         | 18         | 1          | 2          | 1          | .905       |
| 2013  | LAD   | 151        | 1294       | 84         | 11         | 133        | .992       | -          | -          | -          | -          | -          | -          |
| 2014  | LAD   | 157        | 1318       | 118        | 6          | 118        | .996       | -          | -          | -          | -          | -          | -          |
| 2015  | LAD   | 149        | 1267       | 116        | 6          | 100        | .996       | -          | -          | -          | -          | -          | -          |
| 2016  | LAD   | 151        | 1105       | 85         | 2          | 77         | .998       | -          | -          | -          | -          | -          | -          |
| 2017  | LAD   | 60         | 414        | 31         | 2          | 41         | .996       | -          | -          | -          | -          | -          | -          |
| 2018  | NYM   | 48         | 333        | 34         | 1          | 31         | .997       | -          | -          | -          | -          | -          | -          |
| MLB   | MLB   | 1836       | 14962      | 1391       | 76         | 1381       | .995       | 21         | 21         | 1          | 3          | 1          | .880       |

- 太字年はゴールドグラブ賞受賞

### タイトル
- 打点王：1回 2014年

### 表彰
- シルバースラッガー賞：2回（2011年、2014年）
- ゴールドグラブ賞：4回（2008年、2009年、2011年、2014年）
- フィールディング・バイブル・アワード：1回（2014年）

### 記録
- オールスターゲーム選出：5回（2008年、2009年、2010年、2011年、2015年）

### 背番号
- 24（2004年 - 2005年）
- 23（2006年 - 2010年、2012年途中 - 2018年）
- 28（2011年 - 2012年途中）

### 代表歴
- 2006 ワールド・ベースボール・クラシック・メキシコ代表
- 2009 ワールド・ベースボール・クラシック・メキシコ代表
- 2013 ワールド・ベースボール・クラシック・メキシコ代表
- 2017 ワールド・ベースボール・クラシック予選 メキシコ代表
- 2017 ワールド・ベースボール・クラシック・メキシコ代表
- 2020年オリンピックの野球メキシコ代表